# Grupo BEL
O Grupo BEL é um grupo empresarial português que congrega empresas de diversos sectores, da aeronáutica e automação, à distribuição e logística, passando pela indústria, café, imobiliário e comunicação social.

## Estrutura de Governance
Os diferentes órgãos e comissões que compõem a estrutura de governance são responsáveis pela orientação estratégica e execução das políticas do Grupo. A estrutura de governance do Grupo BEL é composta pelo Conselho de Administração, Conselho Consultivo e de Supervisão, Comissão Executiva, Comissão ESG, Comissão de Ética e Conduta, Reporte Financeiro e Departamento de Compliance.

## Sustentabilidade
O Grupo BEL encontra-se alinhado com a execução da Agenda 2030 das Nações Unidas e com os seus Objetivos de Desenvolvimento Sustentável. Desta forma, assumiu o compromisso de desenvolver as suas atividades para alcançar as metas de cada ODS.

## Responsabilidade Ambiental
Aderiu ao Pacto da Mobilidade Empresarial de Lisboa, em que se compromete a adotar medidas para tornar a capital mais segura, acessível, ecológica e com sistemas de mobilidade mais eficientes, tendo em conta os princípios fundamentais de colaboração, compromisso, transparência e segurança.
Tem feito um grande investimento para dotar as instalações das diversas empresas com painéis solares, de forma que no futuro o consumo de energia das infraestruturas seja feito recorrendo na totalidade a esta fonte de energia. As práticas de reciclagem, aumento de eficiência no uso da água e consumo de papel são, igualmente, indicadores do empenho do Grupo na redução da sua pegada de carbono.

## Grupo BEL pelos Anos

### 2001-2010
Em 2001, é fundada a primeira empresa do Grupo, a Bel Network Solutions, especializada no desenvolvimento de software e de soluções informáticas. Atualmente denominada Grupo Bel S.A.
Em 2004, é fundada a BEL Distribuição, S.A. que visa, inicialmente, a aquisição de pequenas empresas de comércio e distribuição na zona centro do país e a aquisição de máquinas de vending. Simultaneamente, a empresa expande o negócio à área de Food&Beverage.
Em 2009, é fundada a DLP Portugal, S.A. que se dedica à importação/exportação de Food&Beverage & Tobacco e é adquirido o ativo de vending da empresa do Carregado.
Em 2010, é fundada a empresa Mistério da Terra, S.A. que, inicialmente, começa por atuar na área de imobiliário. solidificar o desenvolvimento desta nova área de negócios do Grupo BEL.

### 2011-2020
Em 2012 e 2013, são adquiridas a Leirivending – Comércio, Distribuição e Vending, S.A., uma empresa com 14 anos de história na área de vending e que se dedica ao canal HORECA na venda de café, bebidas e snacks e a totalidade do ativo da Beiradis, a maior distribuidora de máquinas de vending em Coimbra.

Em 2014, é adquirida a Urbilink – Mediação Imobiliária, Lda, empresa do setor imobiliário, com a intenção de solidificar o desenvolvimento desta nova área de negócios do Grupo BEL.

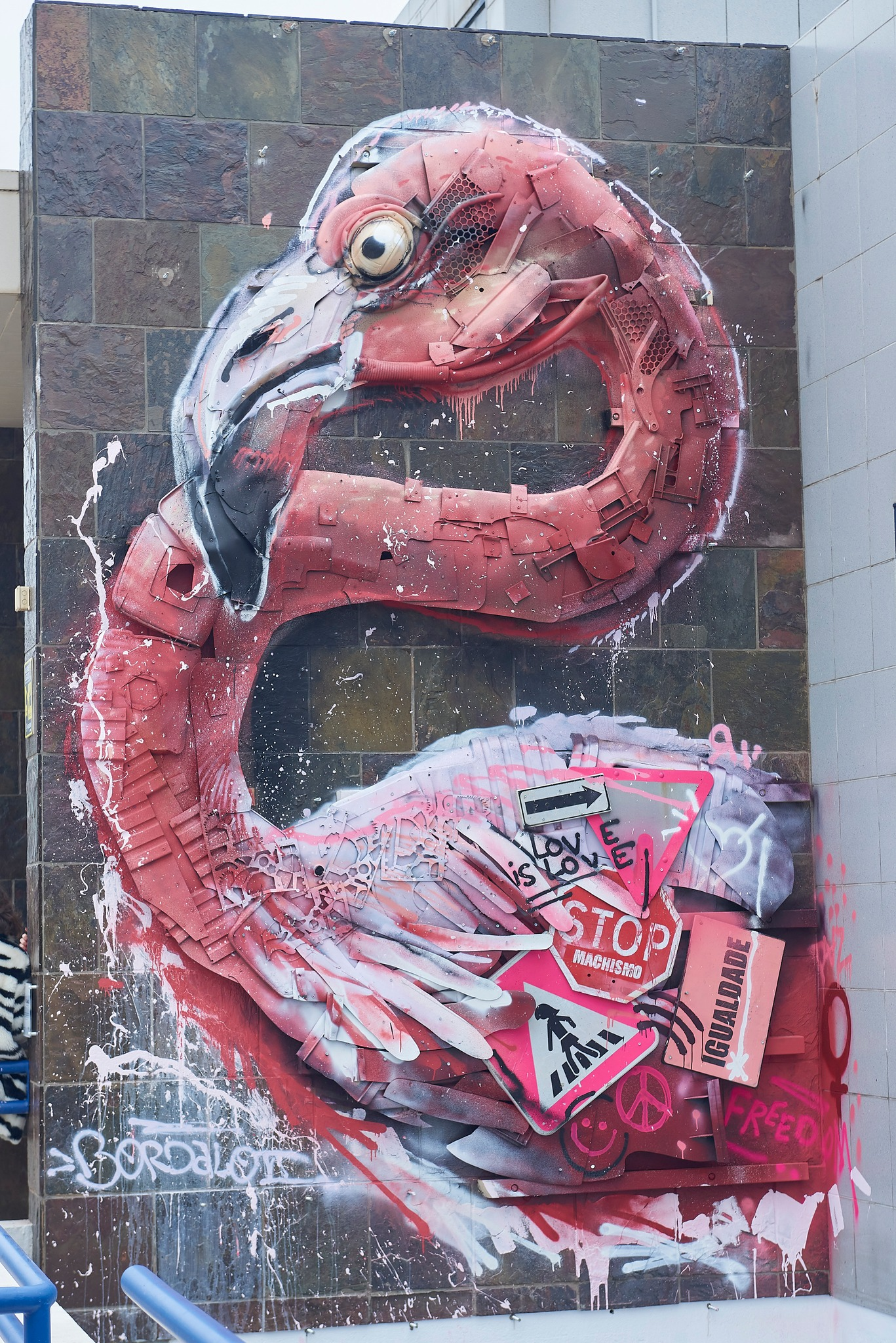
Edifício Flamingo

No setor do café, o Grupo BEL além de uma marca própria, o Café BEL, adquiriu em 2015 a Futurete, empresa especializada no fabrico exclusivamente artesanal de máquinas de café expresso e moinhos de café, produtos exportados para uma centena de países.
Neste ano, a BEL Network Solutions passa a chamar-se Grupo BEL S.A., agregando, igualmente, as restantes empresas com sede em Carnaxide. Nesta, é criado o Innovation Center – um centro de investigação e inovação dedicado ao desenvolvimento tecnológico de novos projetos associados a produtos das empresas do Grupo.
Em 2016, é lançada a marca Amicis Gin, uma marca de Gin Premium, produzido no centro do país e, um ano depois, são adquiridas as empresas SDT- Distribuição, Lda, na zona de Lisboa e STR, Sociedade de Distribuição Lda, na zona do Ribatejo.
No ano de 2018, o Grupo BEL torna-se acionista do Jornal Económico e acionista de referência do Grupo Active Space Technologies, S.A.. Ainda neste ano, com vista à Recuperação e Preservação do Património Nacional e Responsabilidade Social, o Grupo BEL torna-se também acionista da Francisco Soares da Silva, S.A., comummente conhecida como Fábrica das Fitas. Ainda em 2018, o Grupo BEL adquire a Active Space Technologies, através da qual o Grupo BEL integrou várias missões da NASA e da Agência Espacial Europeia (ESA). Esteve também envolvida na Missão Solar Orbiter da ESA, que visa estudar a heliosfera do sol para responder a questões científicas sobre o desenvolvimento dos planetas e o surgimento da vida. Ainda no âmbito destas parcerias, destacam-se a Missão InSight Mars, que lançou a 5 de maio uma sonda exploradora para estudar em profundidade a crosta, manto e núcleo de Marte, e o projeto ORION MPCV, que visou a construção de uma nave interplanetária com o objetivo de transportar tripulações de astronautas, em substituição do programa Space Shuttle.

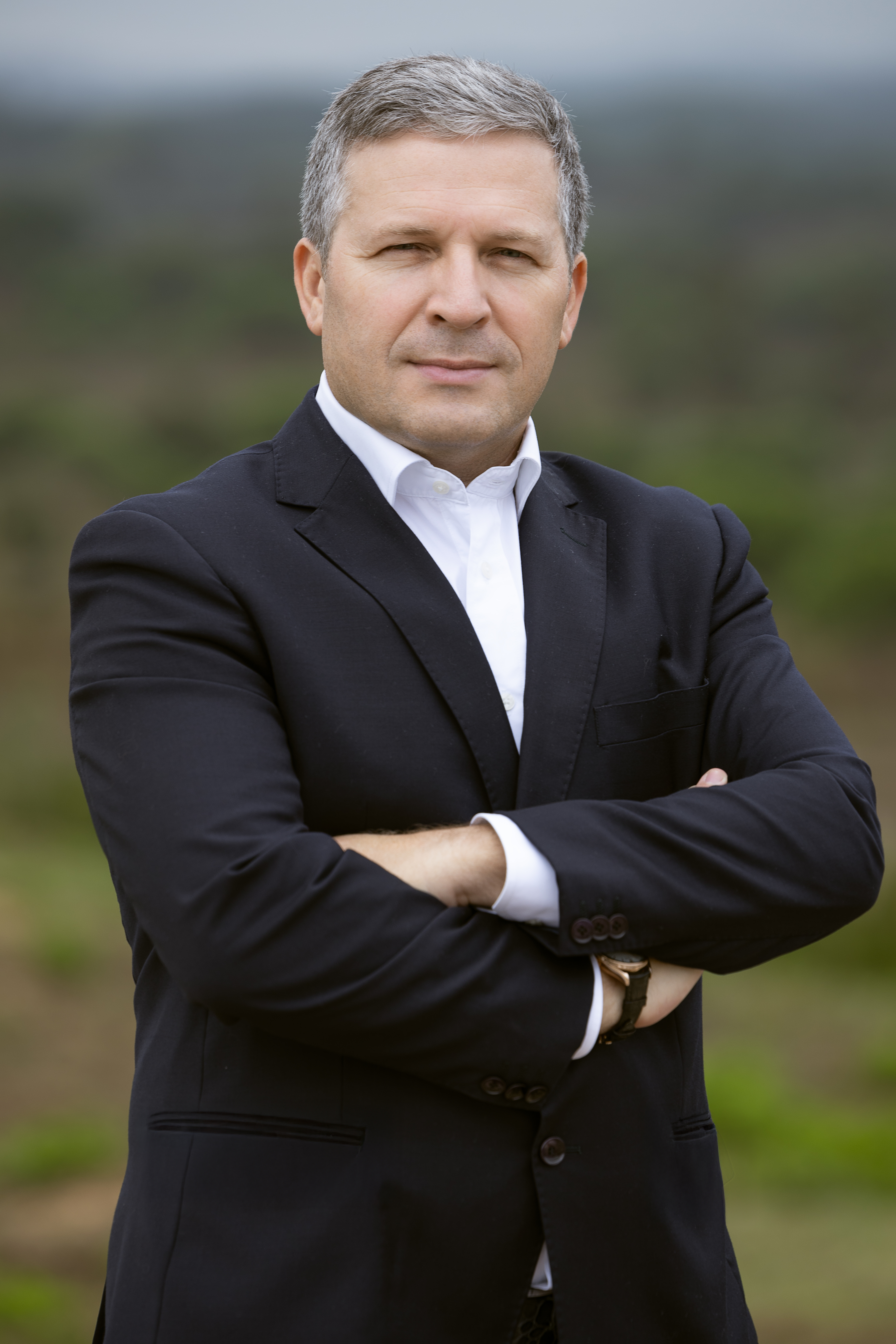
Marco Galinha, CEO do Grupo BEL

Em 2019, é adquirida a empresa Metalúrgica Luso-Italiana S.A., detentora da marca portuguesa de torneiras Zenite. Esta aquisição decorre da estratégia do Grupo BEL de recuperação do tecido empresarial português. Neste mesmo ano, é também adquirida a Augusto Duarte Reis, S.A. empresa dedicada à distribuição, promoção e vending de Food&Beverage and Tobacco.
Em 2020, é adquirida a empresa Aximage - Comunicação e Imagem, Lda. É também adquirido o Grupo Empresarial Flugraph - SGPS, S.A. detentor de participações nas sociedades do ramo imobiliário e hoteleiro: Estalagem do Farol, S.A., Sociedade Agro-turística da Herdade do Rio Mourinho, S.A. e Propriurbe – Propriedades e Urbanizações, S.A.. Ainda em 2020, é fundada a Grupo Bel – R&D, Lda, empresa que promove o ramo de investigação e desenvolvimento do Grupo BEL; e é adquirida uma participação no Global Notícias – Media Group, S.A., um dos maiores grupos de Media em Portugal com presença reconhecida nos setores da Imprensa, Rádio e Internet.

### 2021-2030
No ano de 2021, através da empresa "Palavras Civilizadas", o Grupo BEL comprou 50% da VASP. Em 2022, o Grupo BEL adquiriu uma posição na agência de notícias Lusa.
Em 2023,o Grupo BEL adquire o controlo exclusivo da Amaral & Filhos Distribuição S.A, empresa de distribuição e comércio por grosso (cash and carry) de bebidas, produtos alimentares, de higiene e limpeza. Com este negócio o Grupo BEL expande a sua área de atuação para o setor da distribuição agroalimentar. Reforça também a área de inovação com a aquisição da Comsoftweb, Sistemas Informáticos, Lda. No final de 2023 o Grupo BEL vendeu a maioria do capital da sociedade participada Páginas Civilizadas, Lda., detentora de uma posição maioritária na Global Notícias – Media Group, S.A.
Em 2024, o Grupo BEL empreendeu uma reestruturação significativa na sua área de comunicação. Num movimento estratégico, o Global Media Group e a Notícias Ilimitadas formalizaram uma parceria envolvendo nove marcas editoriais: TSF, Jornal de Notícias, Jornal de Notícias História, NTV, Delas, Notícias Magazine, O Jogo, Volta ao Mundo e Evasões. Como parte desta reorganização, o Global Media Group mantém no seu portfólio os seguintes títulos: Diário de Notícias, Dinheiro Vivo, Motor 24, Men’s Health, Women’s Health e Açoriano Oriental. Além disso, o Global Media Group aumentou o seu envolvimento ao adquirir uma participação no capital social das Notícias Ilimitadas, fortalecendo o objetivo de estabelecer uma parceria robusta e estratégica. Esta colaboração visa enfrentar desafios futuros e preservar o legado das marcas que são consideradas património de Portugal. No contexto desta reestruturação, a participação do Global Media e das Páginas Civilizadas na Agência Lusa foi transferida para o Estado. Consequentemente, as Páginas Civilizadas reduziram a sua presença no setor da comunicação. A reorganização reflete uma redução na presença do Grupo BEL na área da comunicação, com o foco em criar parcerias que promovam e reforcem as marcas associadas, garantindo assim a sustentabilidade e continuidade dos órgãos de comunicação social. Também em 2024, o Grupo BEL, através da empresa "Páginas Civilizadas", assume o controlo maioritário da VASP, passando a deter 100% com a compra das restantes ações previamente detidas pela Cofina.

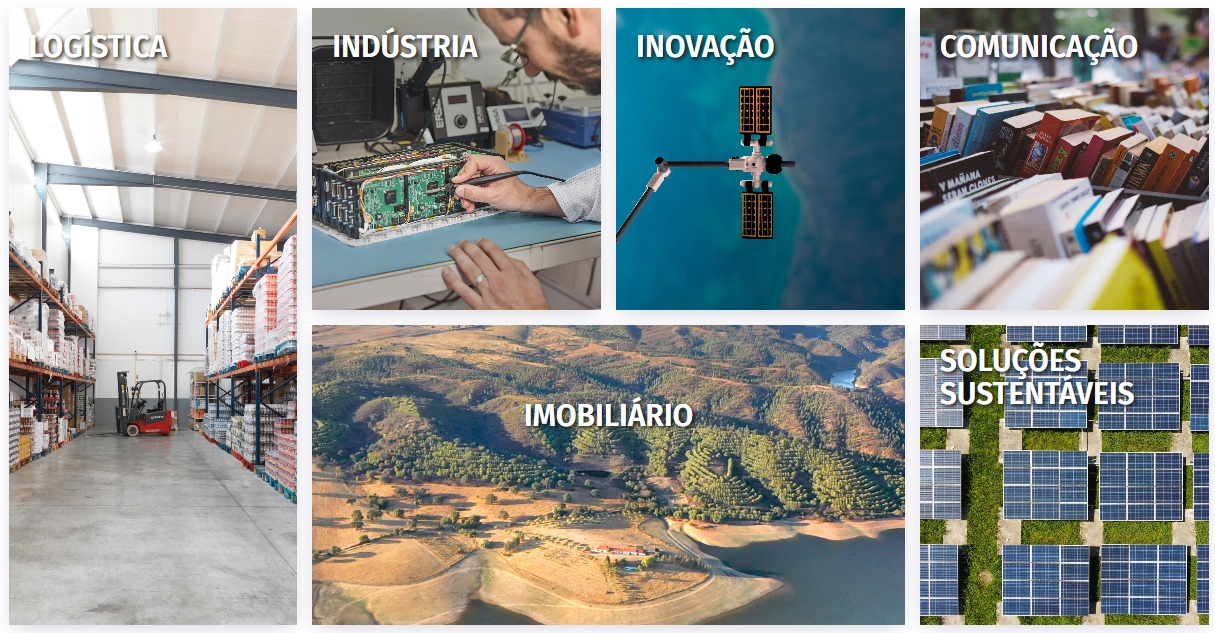
Áreas de Atuação